# Grupos de Resistência Antifascista Primeiro de Outubro
Os Grupos de Resistência Antifascista Primeiro de Outubro (em castelhano:  Grupos de Resistencia Antifascista Primero de Octubre, GRAPO) foi considerado o braço armado do Partido Comunista da Espanha (reconstituído) (PCE-r), um grupo clandestino maoísta espanhol visando a formação de um estado republicano na Espanha, baseado no modelo da República Popular da China sob Mao Tse-tung.
Além de seu anticapitalismo, é anti-imperialista, sendo fortemente contra a adesão da Espanha à OTAN. 
Até à data, a mais recente ação violenta infligida pelo GRAPO data de 2006. Depois de ter sido bastante ativo no final de 1970 e início de 1980, atualmente o número cada vez menor de seus militantes, a falta de qualquer apoio social e ação policial permitiu que oficiais espanhóis reivindicassem várias vezes como tendo dissolvido o GRAPO depois que os poucos militantes remanescentes do grupo foram capturados. De acordo com a polícia espanhola, o GRAPO foi dissolvido depois que seis de seus militantes foram presos em junho de 2007, mas, formalmente, o grupo ainda não anunciou sua dissolução. 
As sucessivas detenções de seus dirigentes resultaram em numerosas ocasiões em que se havia falado de sua completa desarticulação, apesar de sempre ressurgirem, embora com uma atividade cada vez mais limitada. Durante os últimos anos, o mesmo tem se limitado de forma exclusiva a colocação de artefatos explosivos em edifícios oficiais e o confisco de fundos mediante assaltos a entidades bancárias ou sequestros de dirigentes de filiais. Também se especializaram em ataques a carros-forte, apesar da detenção de três de seus militantes em uma dessas ações em Santander, em dezembro de 1992, e a morte de outros três em Saragoza em abril de 1993 obrigaram o grupo a desistir deste método.
Em 2006, a Audiência Nacional considerou que o GRAPO foi o braço armado do Partido Comunista da Espanha (reconstituído), que liderou a organização. O GRAPO está incluído na lista da União Europeia de pessoas e organizações terroristas.